# Anna Amendola
Anna Amendola (Roma, 23 settembre 1927 – Roma, 31 agosto 2019) è stata un'attrice italiana.

## Biografia
Quando era ancora studentessa al Centro Sperimentale di Cinematografia di Roma venne scritturata nel film Le meravigliose avventure di Guerrin Meschino girato nel 1952. Interruppe la sua carriera di attrice alla fine degli anni cinquanta.

## Filmografia
- Le meravigliose avventure di Guerrin Meschino, regia di Pietro Francisci (1952)
- Destini di donne, regia di Christian-Jaque (1953)
- 4 attrici, 1 speranza, episodio di Siamo donne, regia di Alfredo Guarini (1953)
- Le avventure di Giacomo Casanova, regia di Steno (1954)
- French Cancan, regia di Jean Renoir (1954)
- L'amante di Paride, regia di Marc Allégret (1954)
- Amore e fango - Palude tragica regia di Juan de Orduña (1954)
- Mattino di primavera, regia di Giacinto Solito (1957)